# 伊萬·列萬科夫
伊萬·安德烈耶維奇·列萬科夫（羅馬化：Ivan Andreyevich Levankov；1997年1月22日—2022年2月24日），俄羅斯陸軍中尉。列萬科夫在2022年俄羅斯入侵烏克蘭哈爾科夫戰役中因拯救一對烏克蘭母女而遭俄軍射殺。

## 生平
列萬科夫在1997年1月22日生於斯摩棱斯克州舒米亞奇區舒米亞奇。2015年，列萬科夫以「好」和「優秀」的成績自舒米亞奇中學畢業後，同年就讀斯摩棱斯克軍事防空學院，專修短程防空的操作系統和便攜式防空導彈系統學位。2020年，他以認證專家的身份畢業。畢業後，列萬科夫以中尉軍銜在列寧格勒州盧加第25獨立近衛摩托步兵旅服役，擔任「防空導彈和砲兵連長」。
列萬科夫的母親名伊琳娜·阿納托利耶夫娜·列萬科娃（Ирина Анатольевна Леванкова），其妹名瑪麗亞·安德烈耶芙娜·列萬科娃（Мария Андреевна Леванкова）。

## 事蹟

### 哈爾科夫戰役
列萬科夫參與了2022年俄羅斯入侵烏克蘭。在哈爾科夫戰役中，烏克蘭城市哈爾科夫被俄軍圍攻。一對烏克蘭母女卡羅琳娜·佩里豐（Каролина Перлифон）和她的母親伊琳娜·佩里豐（Ирина Перлифон） 於2月24日離開郊區的家去到哈爾科夫提取現金和囤積食物，正好遇上俄軍封鎖了民用車輛的行進。當時烏克蘭人對俄軍的封鎖表示抗議，俄軍政委將抗議視為暴動，下令開槍鎮壓。
列萬科夫和其同袍瓦列里·瓦西里耶夫（Валерий Васильев）中尉拒絕執行命令，反而幫助平民撤離。開槍之際，佩里豐兩母女的車被迫入死胡同，列萬科夫和瓦西里耶夫跑到她們面前，帶領她們往路邊的鐵箱躲避。大約20分鐘後，一名中校發現了兩人在救助平民，儘管列萬科夫不停告知自己的身份，並大叫不要開火，中校仍然下令向他們槍擊。結果列萬科夫和伊琳娜·佩里豐在槍擊下身亡，瓦西里耶夫腿部中槍。卡羅琳娜·佩里豐和瓦西里耶夫躲藏一個半小時後，槍擊結束，俄軍撤離。她從母親的夾克里取出車匙，把瓦西里耶夫拖到汽車後座，留下母親和列萬科夫的屍體，向哈爾科夫駛去，途中救護車將瓦西里耶夫帶走。佩里豐表示救助瓦西里耶夫是因為「首先，這一個男人沒有對我做任何錯事；其次，他是犯罪的重要證人。」
第二天2月25日，佩里豐返回現場尋找母親和列萬科夫的屍體。佩里豐將現場的境況拍攝下來，發佈在她的Instagram賬戶上。當日烏軍已重新控制該地區，烏軍詢問那個救助她們的俄軍叫什麼名字，佩里豐記得他們曾經告訴過她，但她因壓力太大而記不住。

### 後續報導
在佩里豐將事件拍攝上傳至Instagram後，引起網路一片譁然，各國媒體紛紛報導此事。而俄羅斯媒體和博客也讚揚列萬科夫的行為，但報導內容與佩里豐所說的證言不同。俄媒稱無名軍人從烏軍手上拯救平民而死，而且成為假新聞受害者，佩里豐則涉嫌「誤導讀者」。有俄媒認為佩里豐將俄軍和烏軍混淆了，因為俄媒認為佩里豐既然被俄軍所救，攻擊者必然不是俄軍自己。因著俄媒的報導，佩里豐被俄羅斯網民網暴。
事件發生一週後，烏克蘭國家安全局在3月7日發佈了瓦西里耶夫對當日事件的證言。瓦西里耶夫被救護車接走後存活，他所說的證言與佩里豐的說法脗合，而非俄媒報導所稱攻擊者是烏軍。

### 葬禮
媒體《佈局》訪問列萬科夫的一位朋友，他表示一開始不知道列萬科夫已陣亡，列萬科夫並沒有列入死亡名單之內，故此他只是認為列萬科夫只是在烏克蘭服役並失踪了，後來通過DNA分析才找到列萬科夫的身份。
2022年6月18日，列萬科夫以軍禮下葬在家鄉舒米亞奇，由當地的一位鄉村牧師主持，與其他同類型軍事葬禮不同的是，葬禮沒有公開，俄羅斯聯邦國防部和舒米亞奇斯基區行政部門只致送花圈，沒有派員出席葬禮，甚至舒米亞奇區的羅斯拉夫爾教區也沒有派代表出席葬禮，而報導引用斯摩梭斯克副州長尼古拉·庫茲涅佐夫（Николай Кузнецов）的訪問，其指某位斯摩棱斯克州副州長出席了葬禮，可能是副州長維塔·霍穆托娃（Вита Хомутова）。6月20日，舒米亞奇當地媒體發佈列萬科夫的訃文，提及他的葬禮，只說列萬科夫「在執行戰鬥任務期間死去，完成了他的軍事職責」，沒有說明他的死亡日期，也沒有提到他在哈爾科夫的事蹟。

## 外部鏈結
- 卡羅琳娜·佩里豐上傳至Instagram的影片 （页面存档备份，存于）
- YouTube上的瓦列里·瓦西里耶夫的證言